# Ямасита, Томохиса
Томохиса Ямасита (яп. 山下 智久 ямасита томохиса, 9 апреля 1985 года, префектура Тиба, Япония) — японский актёр, певец. Бывший сольный певец компании Johnny & Associates. Бывший участник J-pop-группы NewS.
Ямасита присоединился к японскому агентству талантов Johnny & Associates в качестве стажера в 1996 году (в возрасте 11 лет) и дебютировал в качестве актера в сериале NHK Сёнэнтати (1998), с тех пор активно работает на японском телевидении. Ямасита дебютировал в составе идол-группы NEWS в 2004 году, а позже дебютировал как солист в 2006 году. Он начал свою успешную актерскую карьеру после роли Кусано Акиры в популярной дораме Продвижение Нобуты (2005). Его самый большой прорыв как актера произошел в 2006 году, когда он получил свою первую главную роль в популярной дораме Куросаги. 7 октября 2011 года Johnny & Associates объявили, что Ямасита и Ре Нисикидо больше не являются участниками NEWS, и Ямасита сосредоточится на своих сольных проектах в качестве актера и сольного певца / идола. Его музыкальный лейбл находился под управлением Warner Music Japan до 2016 года. В середине 2018 года музыкальный лейбл Ямаситы перешел в Sony Music Japan; однако Sony управляла только музыкальной деятельностью Ямаситы, в то время как его основное руководство карьерой осталось в Johnny & Associates, которую он покинул 31 октября 2020 года. Еще в 2019 году он подписал брокерский контракт с Westbrook Entertainment, брокерской компанией, открытой Уиллом Смитом, поскольку он стремится охватить глобальную аудиторию и зарубежную территорию бизнеса.
Ямасита широко известен своими многочисленными популярными дорамами. Его последний фильм Код синий (2018) стал самым кассовым отечественным фильмом в Японии за 2018 год и занял 5-е место среди самых кассовых фильмов за все время в Японии.

## Творчество

### Музыка
Ямасита начал карьеру рано — в 11 лет уже выступал с группой «Johnny’s Juniors», образованной огромной влиятельной в Японии музыкальной компанией Johnny & Associates. Тогда же он получил прозвище ЯмаПи — сокращение от фамилии Ямасита и слова «pink» («розовый» по-английски).
С момента вступления в JE Ямасита участвовал во многих группах. Среди них «B.I.G.», «4Tops», «No Border», «NewS». Но самым неожиданным в карьере певца для Ямаситы стало то, что продюсеры решили расформировать группу, в которой Пи пел вместе со своим другом Томой Икутой, и собрали «NewS». Среди участников коллектива Пи поначалу знал лишь Рё Нисикидо.
«NewS» дебютировали 12 мая 2004 года.
7 октября 2011 года ЯмаПи и Нисикидо Рё ушли из группы. С этого момента Ямасита начал сольную карьеру.

### Актёрская карьера
Сниматься ЯмаПи стал спустя несколько лет после вступления в Johnny’s Entertainment. В 2000 году, в возрасте 15 лет, Ямасита получил награду за «Лучшую роль второго плана» за роль в сериале «Западные ворота парка Икэбукуро» («Ikebukuro West Gate Park»). В том же году его впервые номинировали на звание «Лучшего Бойфренда» и «Самого красивого певца». На счету у Томохисы Ямаситы множество дорам, которые с успехом шли и на японском канале TV Nihon.

### Радио
Cross Space
6 апреля 2012 года на радио Tokyo FM стартовала передача Yamashita Tomohisa Cross Space, которая выходит по пятницам в 23-30. Это первый опыт Ямаситы в роли ведущего на радио. Сама передача посвящена обсуждению различных тем с приглашенными гостями. Также обычно в эфире звучат 2-3 музыкальные композиции, выбранные ведущим или гостем. Завершает радио передачу одна из песен Томохисы Ямаситы. Вещание Cross Space было прервано в 2015 году.
Список эфиров:
- 04.05.2012 — 山下智久×世界旅行 / Томохиса Ямасита x Путешествие вокруг света (JUST THE WAY YOU ARE　/ BRUNO MARS; Three Little Birds / Bob Marley;　愛、テキサス　/ 山下智久)
- 27.04.2012 — 山下智久×レッド・ホット・チリ・ペッパーズ / Томохиса Ямасита х Red Hot Chili Peppers (BY THE WAY / Red Hot Chili Peppers;　Under The Bridge / Red Hot Chili Peppers;　愛、テキサス　/ 山下智久)
- 20.04.2012 — 山下智久×スターウォーズ / Томохиса Ямасита х Звездные Войны (Hello / Martin Solveig & Dragonette;　YOUR WOMAN / WHITE TOWN;　LOVE CHASE　/ 山下智久)
- 13.04.2012 — 山下智久×ダンス / Томохиса Ямасита х Танцы (Give Me All Your Luvin' / MADONNA; Billie Jean / Michael Jackson;　愛、テキサス　/ 山下智久)
- 06.04.2012 — 山下智久×山下智久 / Томохиса Ямасита х Томохиса Ямасита (Dani California / Red Hot Chili Peppers;　Walk on the Wild Side / Lou Reed;　All by Myself / Nancy Sinatra;　愛、テキサス　/ 山下智久)

#### SOUND TRIPPER
В мае 2015 года, вскоре после завершения Cross Space, стартовала регулярная радио-передача Ямаситы под названием SOUND TRIPPER. Как следует из названия, суть передачи заключается в экскурсии по вершинам песенных чартов США и Великобритании. Каждую неделю меняется тема. Изначально это были годы выпуска песен. На данный момент (июль 2017 года) общая тема «A to Z». Ямасита рассказывает об английских словах на фоне музыки. Транслируется 5 дней в неделю с 8:05 до 8:10 утра.

#### Дорамы
- 2022 — Алиса в Пограничье — Гиндзи Кюма/Король Треф
- 2020 — Голова / The Head — Аки Кобаяси
- 2019 — В руке / In Hand — Химокура Тэцу
- 2017 — Код Синий 3 / Code Blue 3 — Косаку Айдзава
- 2017 — Я — мужчина, предназначенный тебе судьбой / Boku, Unmei no hitodesu — таинственный незнакомец
- 2015 — С 5 до 9 / 5-ji Kara 9-ji Made — Таканэ Хосикава
- 2015 — Цветы для Элджернона / Algernon ni Hanataba wo — Сакуто Сиратори
- 2014 — Любовь на особом уровне ~ Сезон 0 ~ / Kinkyori Renai ~Season Zero~ — Харука Сакураи (взрослый), (ep. 1,12)
- 2013 — Знатный холостяк / Single Noble — играет самого себя, (ep. 7,11)
- 2013 — Обнажённое лето / Summer Nude — Асахи Микури
- 2012 — Реальные страшилки / Honto Ni Atta Kowai Hanashi — Акиёси Исида
- 2012 — Монстры / Monsters — Косукэ Сайондзи
- 2012 — Лучшее завершение жизни ~Организатор похорон~ / Saikou no Jinsei no Owarikata ~Ending Planner~ — Масато Ихара (Масапён)
- 2010 — Код Синий 2 / Code Blue 2 — Косаку Айдзава
- 2009 — Код Синий (Special) / Code Blue (Special) — Косаку Айдзава
- 2009 — Забить на последней секунде / Buzzer Beat / Gakeppuchi no Hero — Наоки Камия
- 2008 — Операция «Любовь» (Special) / Proposal Daisakusen (Special) — Кэн Ивасэ
- 2008 — Код Синий / Code Blue — Косаку Айдзава
- 2007 — Операция «Любовь» / Proposal Daisakusen — Кэн Ивасэ
- 2006 — Куросаги / Kurosagi — Куросаги/Куросаки
- 2005 — Продвижение Нобуты / Nobuta wo Produce — Акира Кусано
- 2005 — Драгон Закура / Dragon Zakura — Юсукэ Ядзима
- 2004 — Это было внезапно, словно шторм / Sore wa, Totsuzen, Arashi no you ni… — Такума Фукадзава
- 2003 — Вставай! / Stand Up! — Кэнго Ивасаки
- 2002 — Длинное Любовное Письмо / Long Love Letter — Тадаси Отомо
- 2002 — Королева ланча / Lunch no Joou — Косиро Набэсима
- 2000 — Западные ворота парка Икэбукуро / Ikebukuro West Gate park — Мидзуно Сюн
- 2000 — All Star Chuushingura Matsuri — Такуми Асано
- 1998 — Shounentachi — Синъя Какуда
- 1998 — Shinrei Safaa no Shi — играет ребёнка

#### Фильмы
- 2018 — Код Синий (Movie) / Code Blue (Movie) — Косаку Айдзава
- 2016 — «Терраформирование»[англ.] / Terra Formars — Jim Muto
- 2015 — Почему семья исчезла? / Naze Kazoku Wa Kesareta No Ka? — Наруми Саку
- 2014 — Любовь на особом уровне / Kinkyori Renai — Харука Сакураи
- 2014 — Киндаити Косукэ против Акэти Когоро. Снова / Kindaichi Kosuke VS Akechi Kogoro Futatabi — Киндаити Косукэ
- 2014 — Почему девочка потеряла память? / Naze Shojo wa Yukai Sa Renakereba Naranakatta no ka? — Наруми Саку
- 2013 — Киндаити Косукэ против Акэти Когоро / Kindaichi Kousuke vs Akechi Kogorou — Киндаити Косукэ
- 2011 — Завтрашний Джо / Ashita no Joe
- 2008 — Куросаги: Черный мошенник / Kurosagi: the movie
- 2007 — Бяккотай / Byakkotai — Синтаро Сакаи/Минэдзи Сакаи
- 2001 — Мальчик, который хотел стать птицей / Shounen wa Tori ni Natta — Кэн Нагасима
- 1996 — Shinrei Surfer no Shi

## Дискография

### Студийные альбомы
- Supergood, Superbad (2011)
- Ero (2012)
- A Nude (2013)
- You (2014)
- Best Album «YAMA-P» (2016)
- Unleashed (2018)
- Sweet Vision (2023)

### Мини-альбомы
- Asobi (2014)